# Birkenwald
Birkenwald là một xã thuộc tỉnh Bas-Rhin trong vùng Grand Est đông bắc Pháp.

## Tham khảo

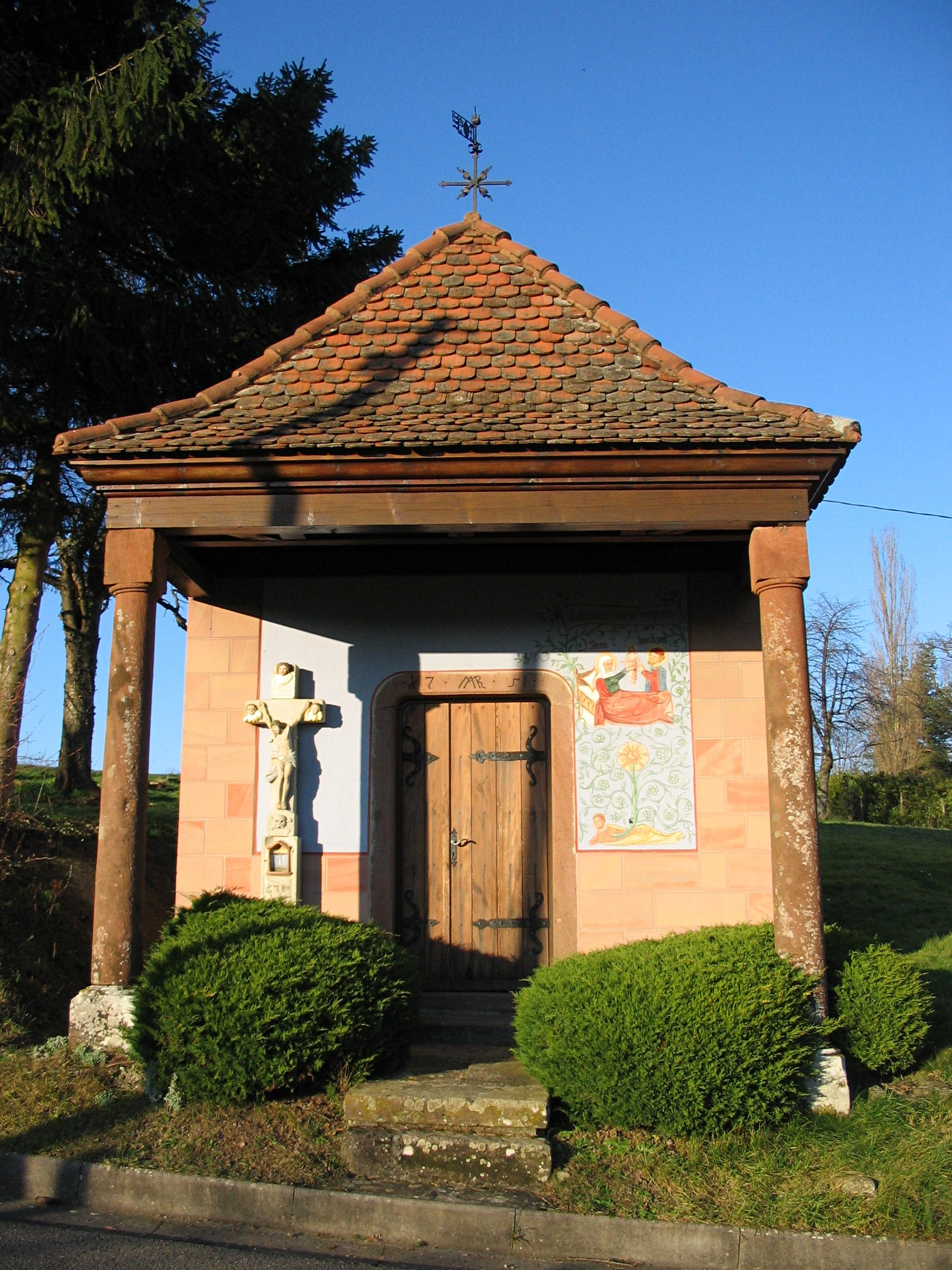
Notre-Dame Chapel (1751)
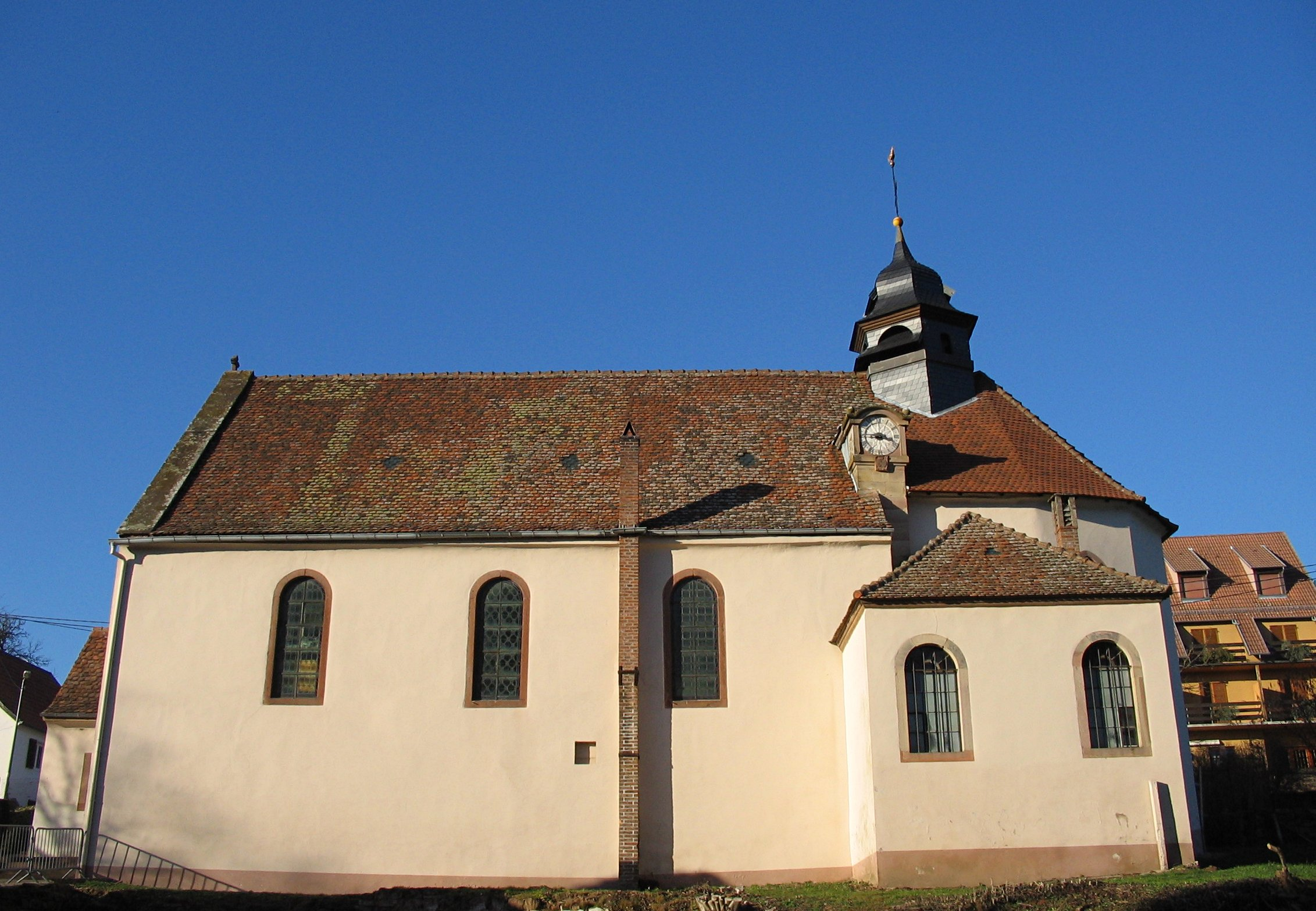
Saint-Louis church
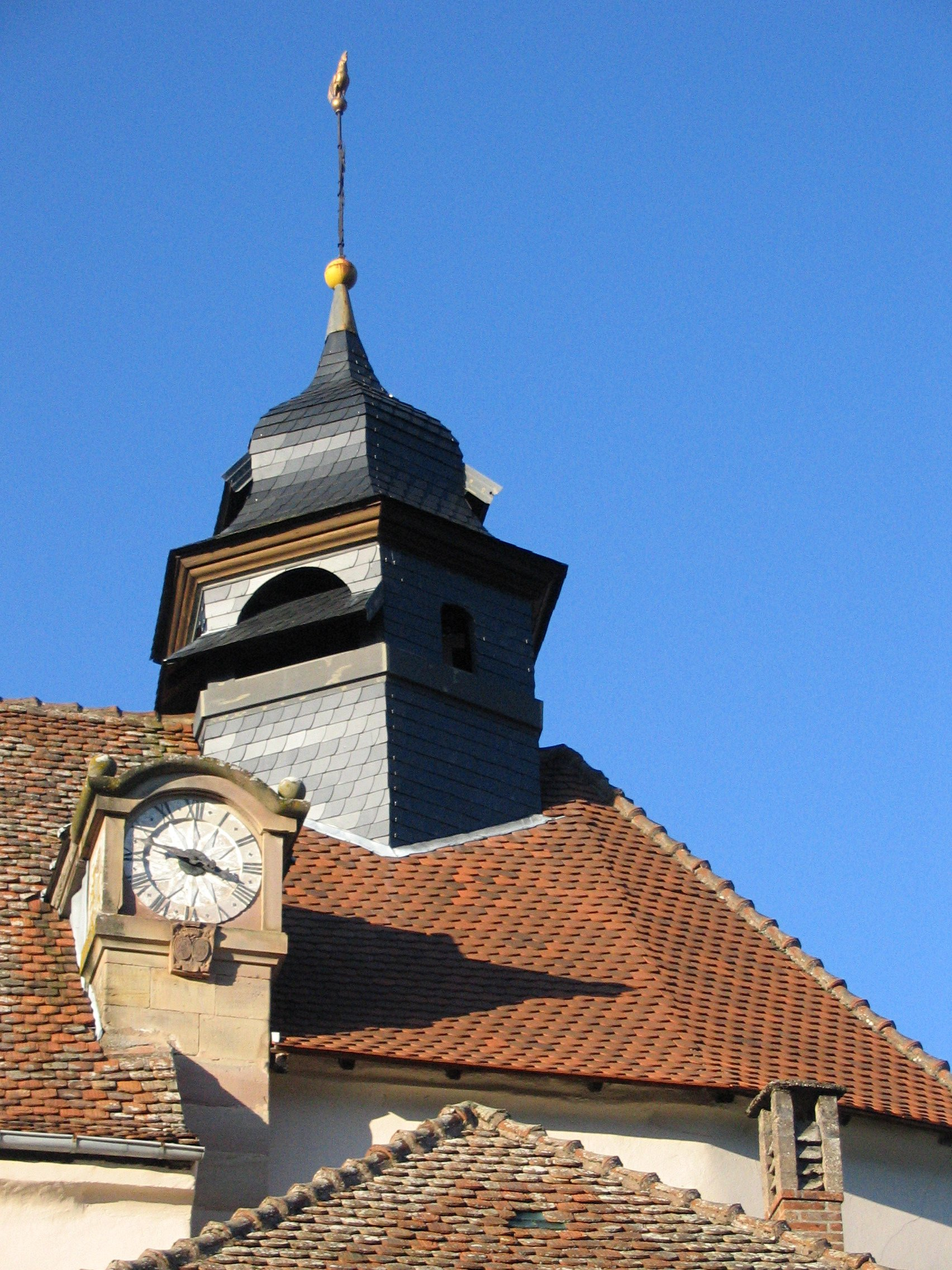
Church bell detail
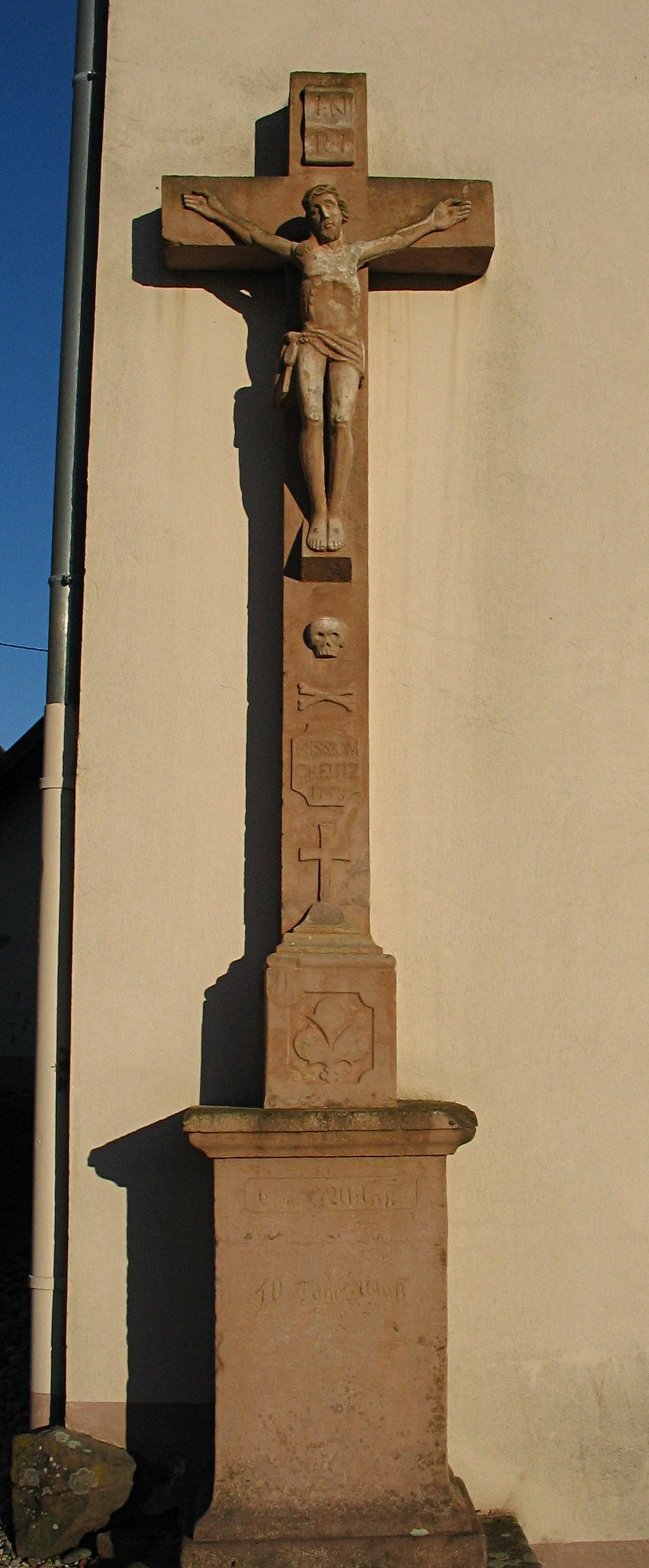
Mission Cruise (1758)
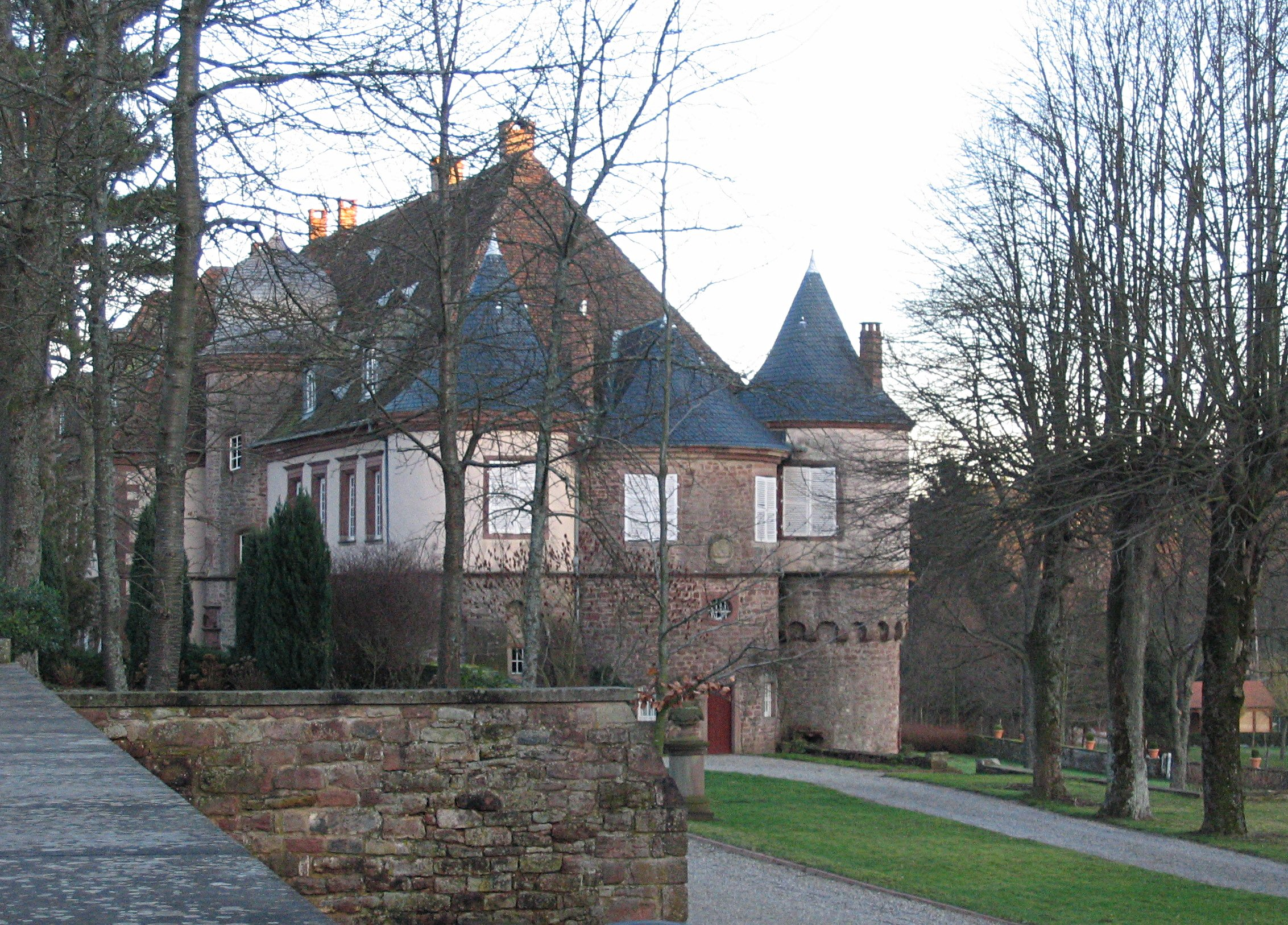
Birkenwald Castle
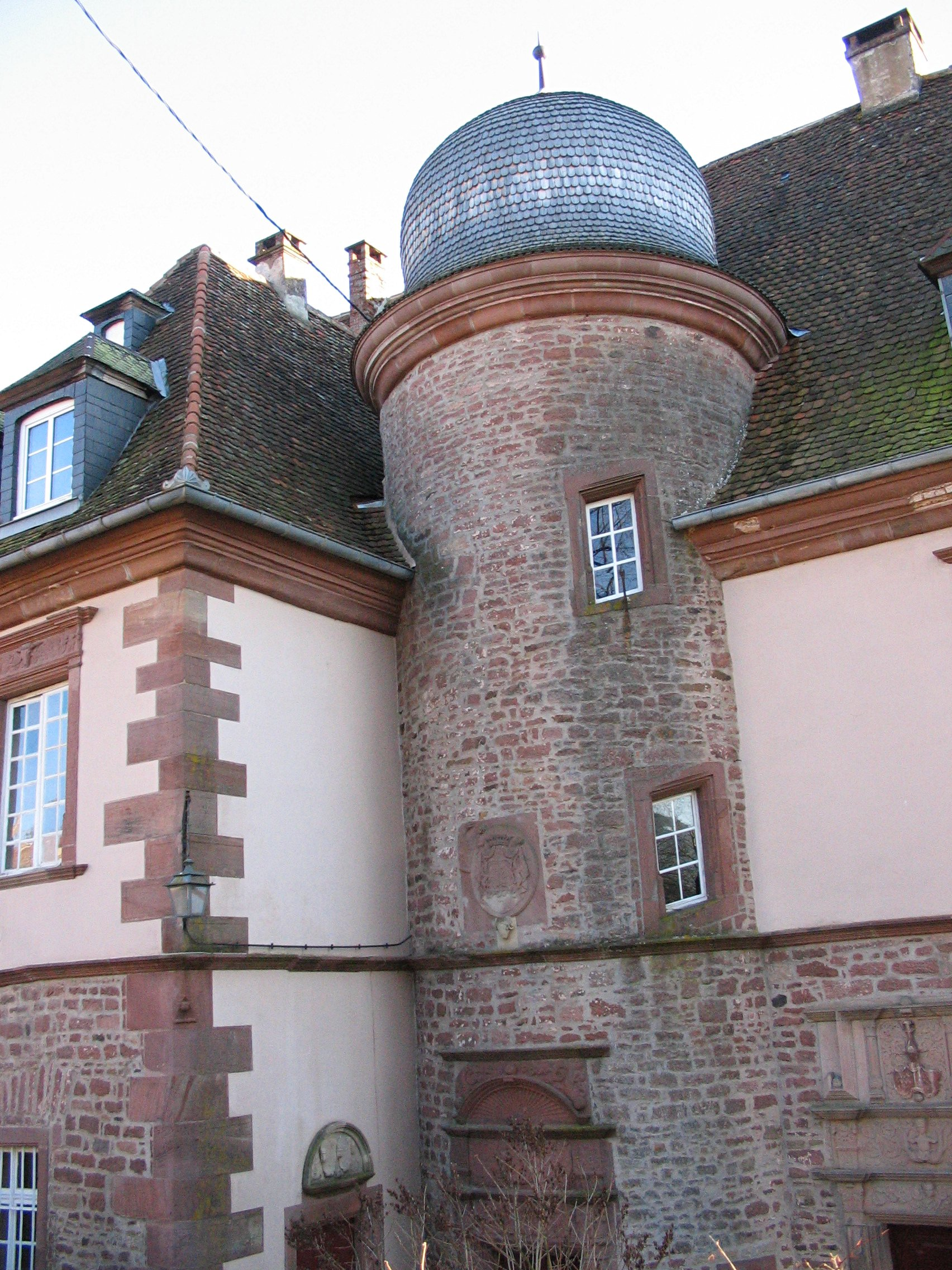
Castle Detail
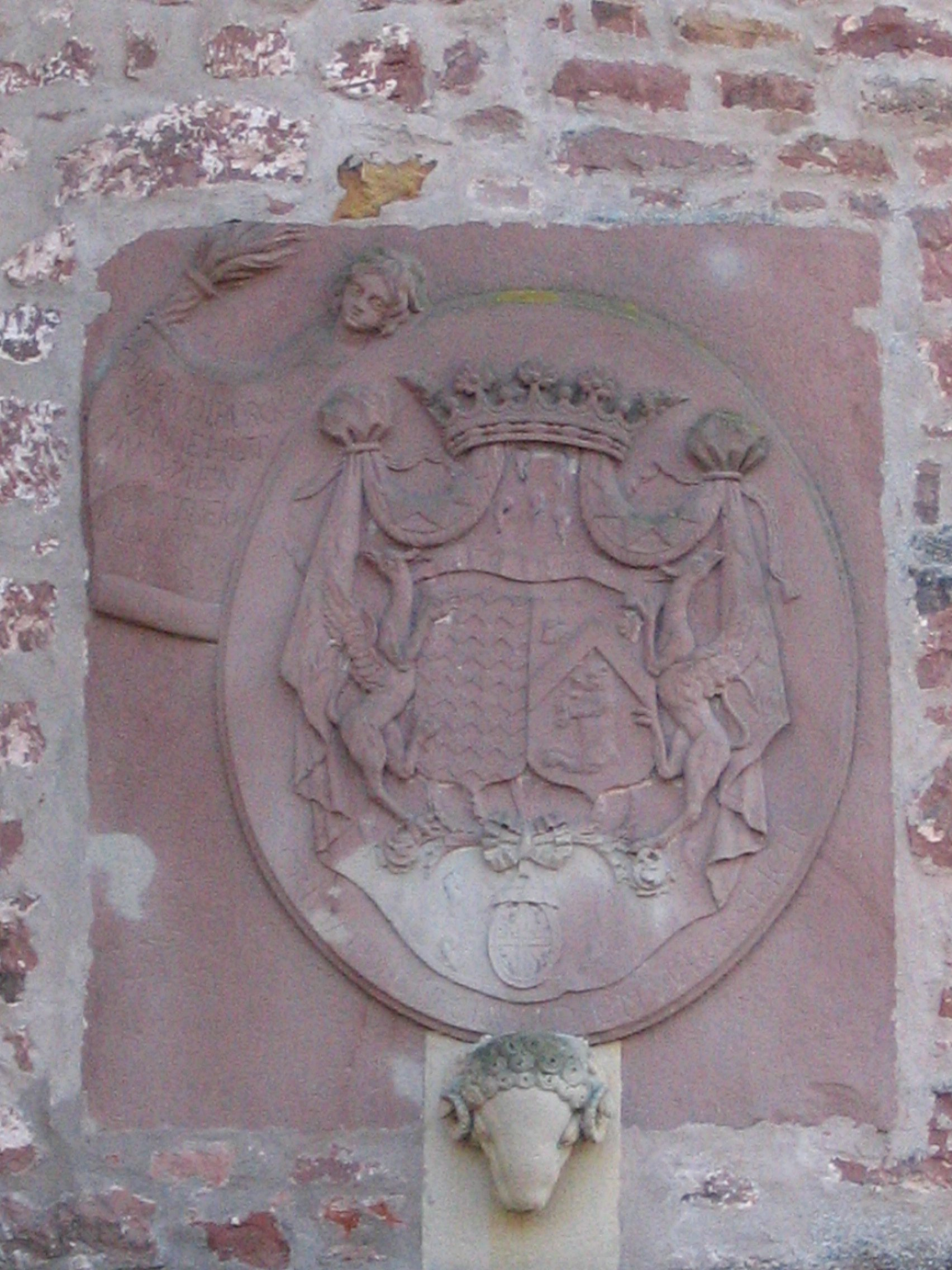
low-relief
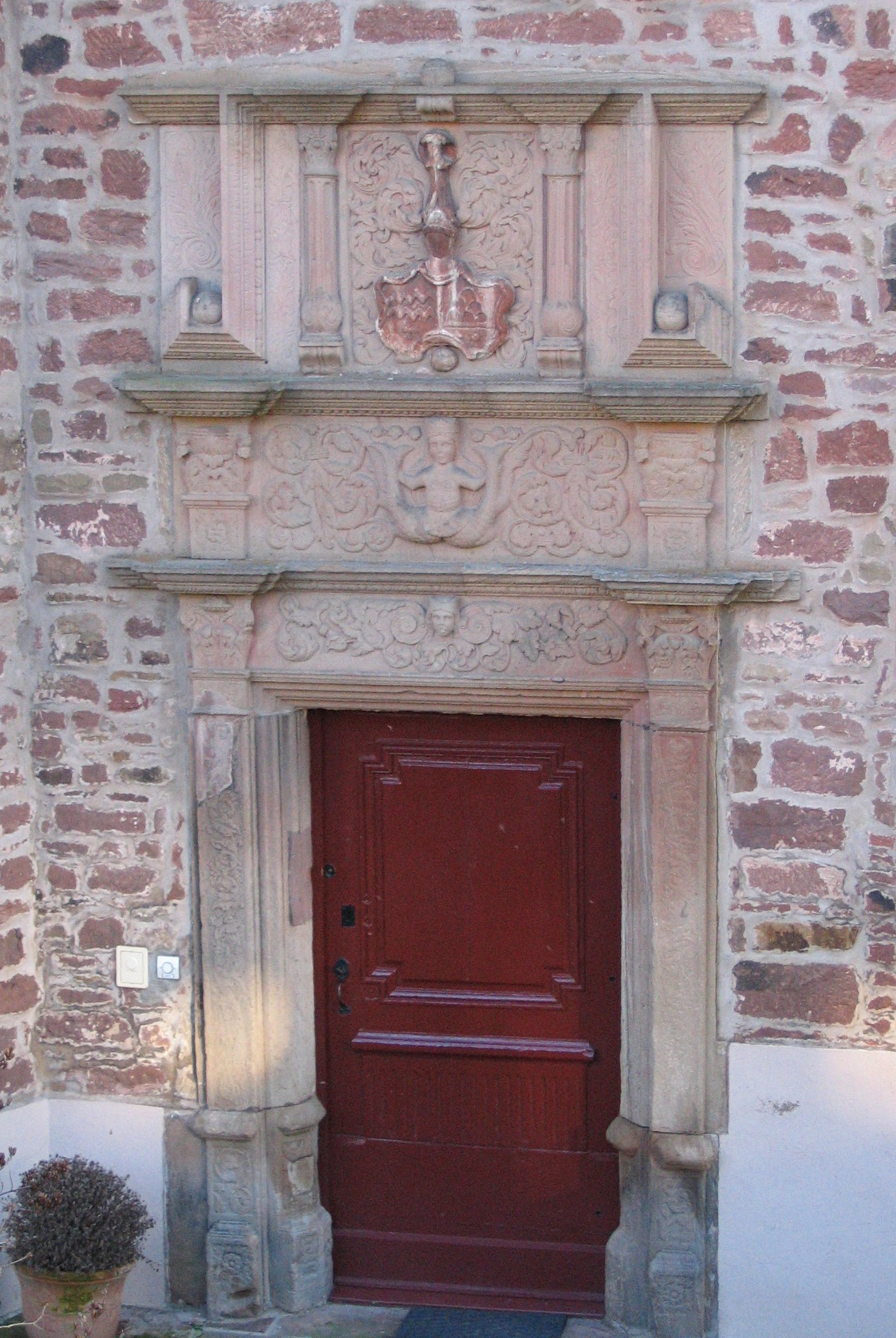
low-relief
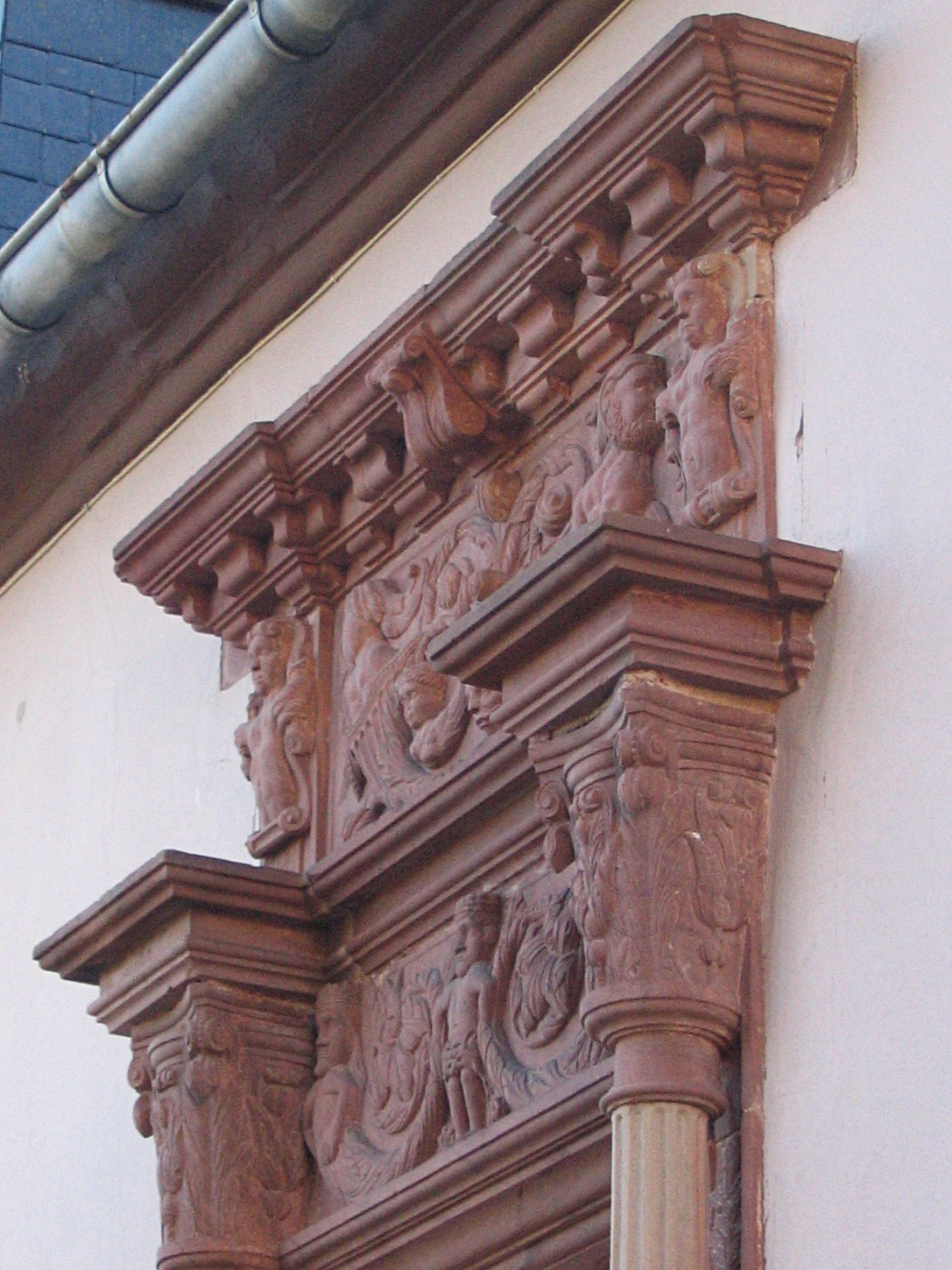
ornamentations
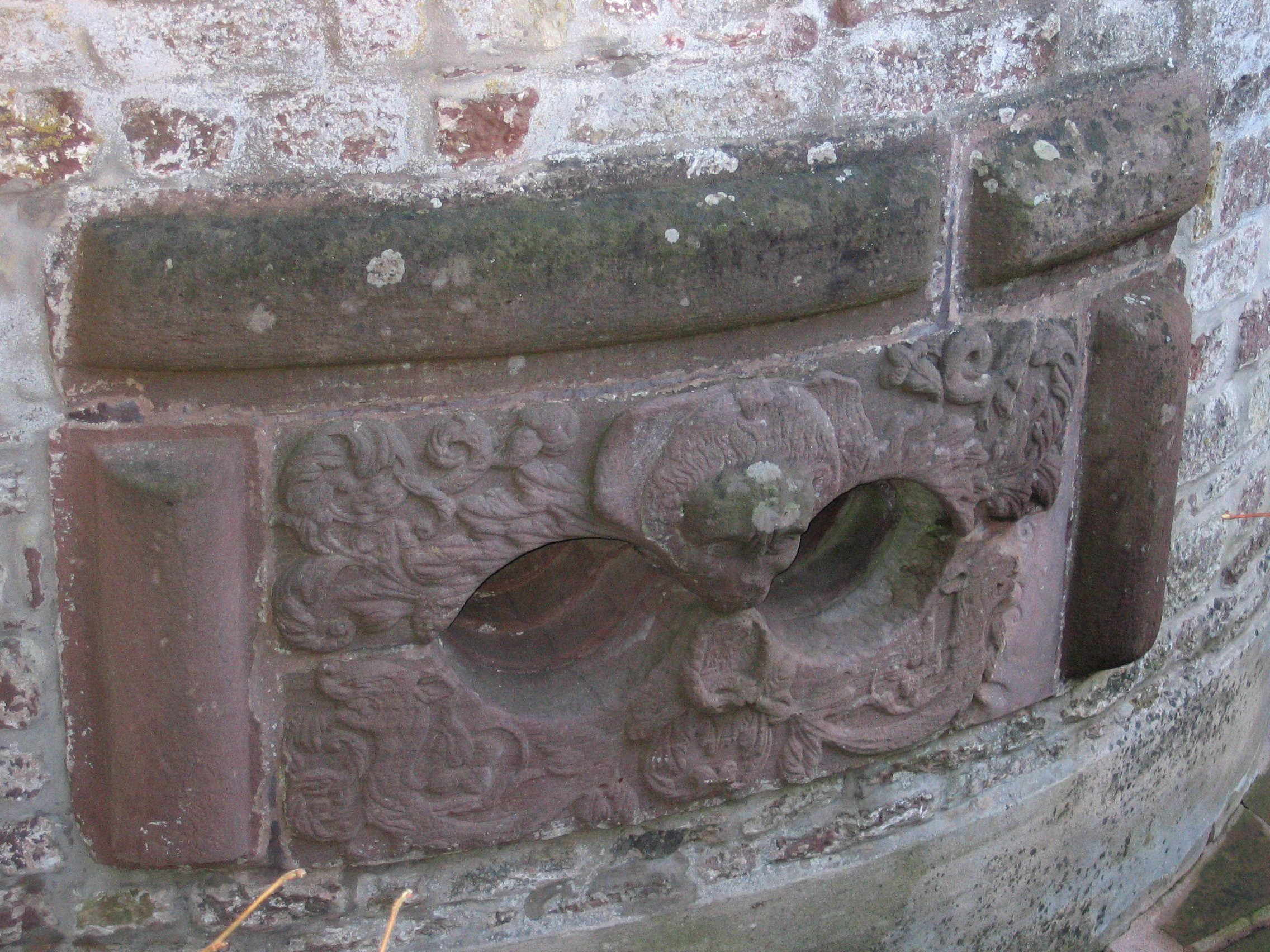
ornamentations

### Demography
| Năm  | Population |
| ---- | ---------- |
| 1962 | 225        |
| 1968 | 232        |
| 1975 | 217        |
| 1982 | 208        |
| 1990 | 228        |
| 1999 | 253        |
| 2006 | 289        |